# Gavelbarken
Gavelbarken är en sjö i Sala kommun i Västmanland och ingår i Dalälvens huvudavrinningsområde. Sjön är 5,8 meter djup, har en yta på 0,08 kvadratkilometer och är belägen 90,9 meter över havet.